# Paul Shirley
Paul Shirley (* 23. Dezember 1977 in Redwood City, Kalifornien) ist ein US-amerikanischer Basketballspieler und Buchautor.

## High School und College
Shirley besuchte die Jefferson West High School in der Nähe seines Geburtsortes Redwood City in Kalifornien. Anschließend wechselte er an die Iowa State Universität. Obwohl er nicht mit einem Sportstipendium ausgestattet wurde, stand er dort in drei seiner vier Jahre am College in der Starting Five. Sein Trainer war zunächst Tim Floyd, der allerdings nach zwei Jahren zu den Chicago Bulls wechselte und durch Larry Eustachy ersetzt wurde. 
Bei Iowa State spielte er zusammen mit den beiden künftigen NBA-Spielern Jamaal Tinsley und Marcus Fizer. Seinen größten Erfolg an der Universität erreichte er in seinem Junior-Jahr, in dem er mit seinem Team die Runde der letzten Acht erreichte. In seinem Senior-Jahr wurde er zudem in das „Second Team Academic All-American“ berufen.

## Profi-Basketballer
Shirley wurde in der NBA-Draft 2001 von keinem Team gewählt, bekam allerdings die Möglichkeit, am Trainingscamp der Los Angeles Lakers teilzunehmen. Diese entließen ihn allerdings schon vor Saisonbeginn wieder. Daraufhin startete Shirley eine Rundreise durch die Basketballwelt, die ihn nach Griechenland, Spanien, Russland und China sowie in die kleineren US-Ligen ABA und CBA führte. Im Jahr 2002 bekam er von den Atlanta Hawks einen Zehntagesvertrag, wurde anschließend aber wieder entlassen. Selbiges passierte 2004 bei den Chicago Bulls. Anfang 2005 verpflichteten ihn die Phoenix Suns für den Rest der Saison inklusive der Playoffs.

## Buchautor
Während seines zweiten Jahres als Profi-Basketballer begann Shirley eine Art Tagebuch über seine Erlebnisse zu schreiben. Einer größeren Öffentlichkeit bekannt wurde dies, als Shirley während seiner Zeit bei den Phoenix Suns zwei Blogeinträge veröffentlichte. Anschließend bekam er einen eigenen Blog bei ESPN. Die Blogeinträge drehten sich dabei nicht nur um das Thema Basketball, sondern auch um vielfältige andere Themen. 
Mehrere renommierte Zeitungen, wie etwa die Newsweek und das Wall Street Journal, berichteten über Shirleys Blogeinträge. Im Jahr 2007 brachte das Verlagshaus Random House dann Shirleys Buch „Can I keep my Jersey?“ heraus, das auf den vorherigen Texten Shirleys beruht und in Tagebuchform die Karriere Shirleys nacherzählt.

## Haiti
Im Jahr 2010 veröffentlichte Shirley einen Blogeintrag, der sich mit den Opfern des Erdbebens in Haiti beschäftigte. In diesem verkündete er, dass er keinen Cent nach Haiti gespendet habe und dies auch nicht tun werde. Er begründete dies damit, dass er aufgrund der historischen Entwicklung Haitis nicht davon ausgehe, dass diese das Geld vernünftig verwenden würden. ESPN beendete daraufhin die Zusammenarbeit mit Shirley.